# Contea di El Dorado
La contea di El Dorado, in inglese El Dorado County, è una contea dello Stato della California, negli Stati Uniti. La popolazione al censimento del 2000 era di 156 299 abitanti, che, secondo stime del 2004, sarebbero aumentati a 172.889. Il capoluogo di contea è Placerville.

## Geografia fisica
La contea si trova nella parte nord-orientale della California, al confine con il Nevada. L'U.S. Census Bureau certifica che l'estensione della contea è di 4631 km², di cui 4431 km² composti da terra e i rimanenti 200 km² composti di acqua. Si colloca interamente nella Sierra Nevada e il territorio è prettamente collinare e montuoso. A est della contea si estende la Central Valley. Nel nord-est si trova il lago Tahoe, parte del Gran Bacino. Parte del lago Folsom è nel nord-ovest della contea. Il Pacific Crest Trail attraversa la parte orientale della contea.

### Contee confinanti
- Contea di Placer - nord
- Contea di Douglas (Nevada) - nord-est
- Contea di Alpine - sud-est
- Contea di Amador - sud
- Contea di Sacramento - ovest

## Storia
L'area della attuale contea di El Dorado era un tempo dimora delle tribù di nativi americani Maidu, Washoe e Miwok, ed è conosciuta per essere il luogo in cui nel 1848 ebbe inizio la corsa all'oro californiana. El Dorado fu una delle 27 contee originali della California create ufficialmente il 18 febbraio 1850. Il nome in spagnolo significa proprio "il dorato, quello d'oro".
Il tratto finale del percorso del servizio postale Pony Express correva attraverso la contea prima di essere sostituito dal servizio telegrafico nel 1861; l'attuale strada U.S. Route 50 segue il vecchio tracciato del Pony Express.

## Infrastrutture e trasporti

### Principali strade ed autostrade
- U.S. Highway 50

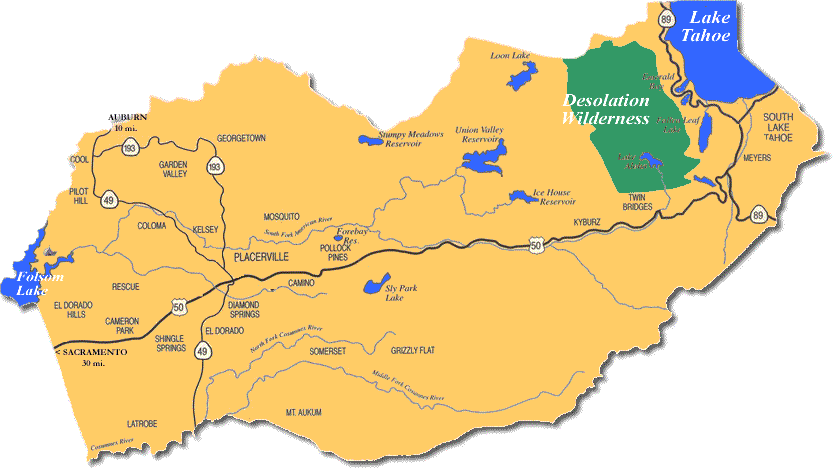
Mappa della Contea di El Dorado con l'indicazione delle principali strade ed autostrade

- California State Route 49
- California State Route 89
- California State Route 193

## Comuni
Nella contea si trovano due city: South Lake Tahoe e Placerville, il capoluogo.

### Census-designated places
- Auburn Lake Trails
- Cameron Park
- Camino
- Cold Springs
- Coloma
- Diamond Springs
- El Dorado Hills
- Georgetown
- Grizzly Flats
- Meyers
- Pollock Pines
- Shingle Springs
- Tahoma

## Gemellaggi
La contea è gemellata con Warabi nella prefettura di Saitama in Giappone.